# Улица Вернадского (Санкт-Петербург)
Улица Верна́дского — улица в Выборгском районе Санкт-Петербурга. Проходит от Светлановского до Тихорецкого проспекта.

## История
Прежде, в конце XIX — начале XX века, эти земли принадлежали крупному землевладельцу и предпринимателю, купцу первой гильдии М. Э. Сегалю. Ныне это территория исторического района Сосновка.
Застройка территории между Светлановским, Тихорецким проспектами, Яшумовым переулком и улицей Вернадского формировалась в 1960-х годах. Тогда она включила две исторические улицы — Зелёную и проспект Сегаля (ныне проезд Раевского). Обе сейчас по факту являются внутриквартальными проездами.
Нынешняя улица Вернадского была самой крупной в квартале. Она проходит вдоль спортивной школы имени Алексеева (официальный её адрес: проспект Раевского, 16). По ошибке на многих картах она подписывалась как проезд Раевского.
В июле 2014 года топонимическая комиссия приняла решение покончить с путаницей и присвоить безымянной улице название улица Вернадского — в честь русского и советского учёного В. И. Вернадского. 7 октября 2014 года постановлением правительства название было утверждено. Границами улицы Вернадского при этом были определены Светлановский проспект и Яшумов переулок.
25 июля 2020 года постановлением Правительства Санкт-Петербурга в состав улицы Вернадского был включён участок Яшумова переулка от последней до Тихорецкого проспекта.

## Объекты
- Ольгинский пруд
- спортивная школа имени Алексеева